# Arbeitsgericht Gießen
Das Arbeitsgericht Gießen, ein Gericht der Arbeitsgerichtsbarkeit, ist eines der sieben hessischen Arbeitsgerichte.

## Gerichtssitz und -bezirk
Das Gericht hat seinen Sitz in Gießen.
Es ist örtlich zuständig für Rechtsstreitigkeiten aus den Amtsgerichtsbezirken Alsfeld (mit Ausnahme der Gemeinden Freiensteinau, Grebenhain, Herbstein, Lauterbach, Lautertal, Schlitz, Ulrichstein und Wartenberg), Büdingen, Friedberg, Gießen und Nidda.
Zum 31. Dezember 2011 wurden die Arbeitsgerichte Wetzlar und Marburg aufgelöst und deren Bezirke dem des Arbeitsgerichtes Gießen zugeschlagen. Aus dem  Arbeitsgericht Wetzlar waren dies die Amtsgerichtsbezirke Dillenburg und Wetzlar und aus dem Arbeitsgericht Marburg die Amtsgerichtsbezirke Biedenkopf, Frankenberg (Eder), Kirchhain, Marburg und Schwalmstadt.

## Gebäude und Größe

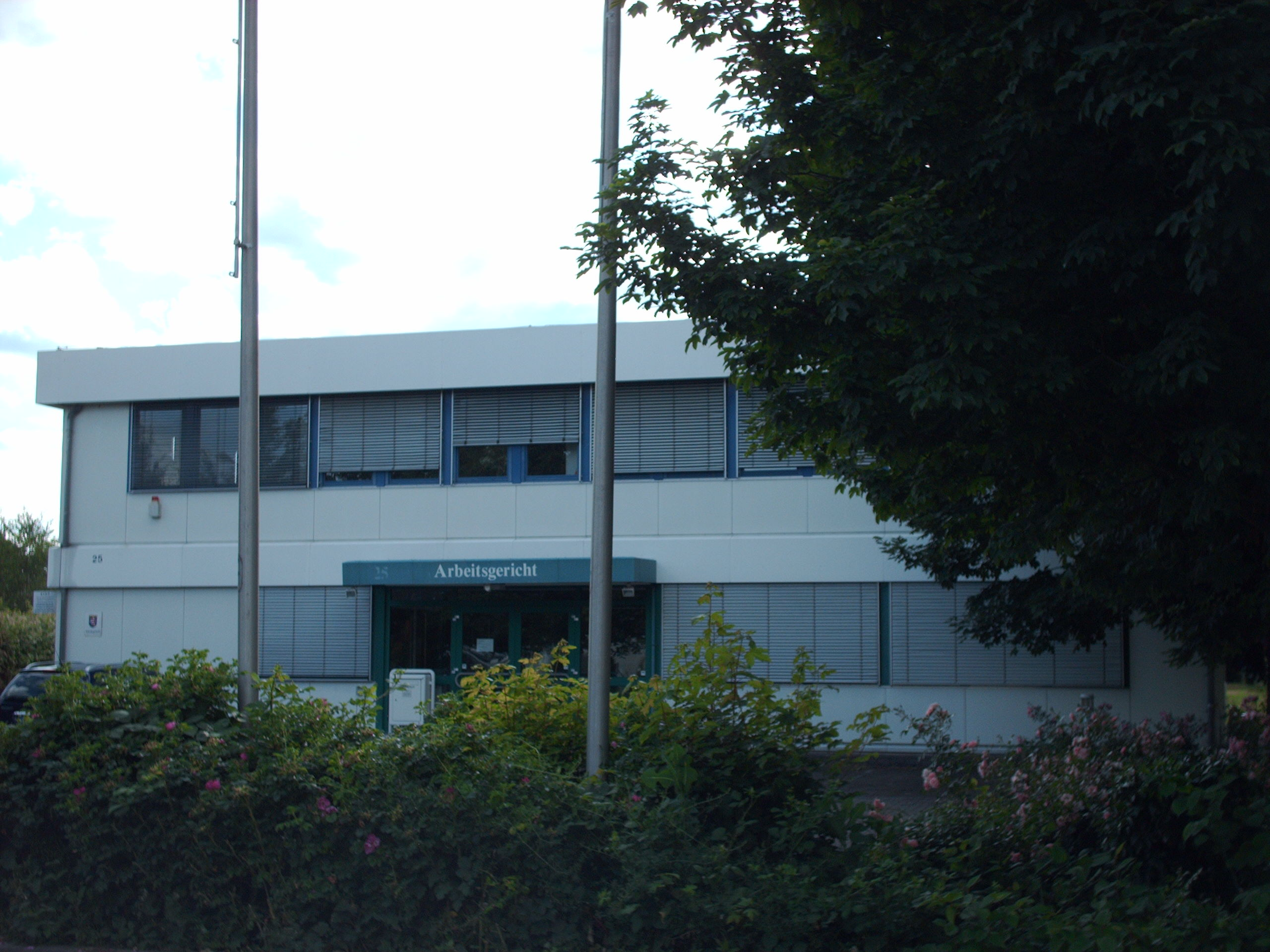
Ehemaliges Gerichtsgebäude in der Friedrich-List-Straße

Das Arbeitsgericht befand sich bis Januar 2012 in der Friedrich-List-Straße im Gießener Gewerbegebiet. Nach einem Umzug ist es nun in der Innenstadt zu finden und über den Schiffenberger Weg zu erreichen.
Die Postanschrift lautet: Aulweg 45, 35392 Gießen.
Das Arbeitsgericht Gießen verfügt über 13 Kammern, von denen allerdings nur 11 besetzt sind.

## Übergeordnete Gerichte
Dem Arbeitsgericht Gießen übergeordnet ist das Hessische Landesarbeitsgericht mit Sitz in Frankfurt am Main; diesem wiederum übergeordnet ist das Bundesarbeitsgericht in Erfurt.

## Geschichte
Gemäß Arbeitsgerichtsgesetz vom 23. Dezember 1926 wurden in Deutschland Arbeitsgerichte gebildet. Diese waren nur in der ersten Instanz unabhängig, die Landesarbeitsgerichte waren den Landgerichten zugeordnet. Am Landgericht Darmstadt entstand so 1927 das Landesarbeitsgericht Darmstadt als Landesarbeitsgericht für den Volksstaat Hessen. In Gießen entstand das Arbeitsgericht Gießen. Sein Sprengel umfasste den Bezirke der Amtsgerichte Gießen, Grünberg, Laubach und Lich. Es bestand je eine Kammer für Arbeiter, für Angestellte und für Handwerk.
Nach der Besetzung Deutschlands durch die Alliierten wurden 1945 zunächst alle Gerichte geschlossen. Die ordentlichen Gerichte wurden schon bald wieder eröffnet, während die Arbeitsgerichte zunächst außer in Hamburg nicht wieder eingerichtet wurden, so dass arbeitsgerichtliche Streitigkeiten von den ordentlichen Gerichten erledigt werden mussten. Gemäß Kontrollratsgesetz 21 sollten in Deutschland Arbeitsgerichte aufgebaut werden. So wurde in Gießen wurde das Arbeitsgericht neu gebildet. Sein Sprengel umfasste erneut die Amtsgerichtsbezirke Gießen, Grünberg, Laubach und Lich.